# Gliese 320
Gliese 320 è una stella nana arancione di classe spettrale K3-V situata nella costellazione della Vela, distante 36,3 anni luce dal Sistema solare. Non è visibile a occhio nudo in quanto la sua magnitudine apparente è 6,56, è comunque sufficiente un piccolo binocolo per poterla scorgere.
Le sue caratteristiche non sono molto dissimili da quelle di Epsilon Eridani, in quanto la sua massa è stimata in circa 0,82 volte la massa del Sole, mentre raggio e luminosità sono rispettivamente il 74 e il 31% di quelli del Sole, e, come ε Eridani si tratta di una stella giovane, tanto che viene considerata come stella di pre-sequenza principale.